# 핀족

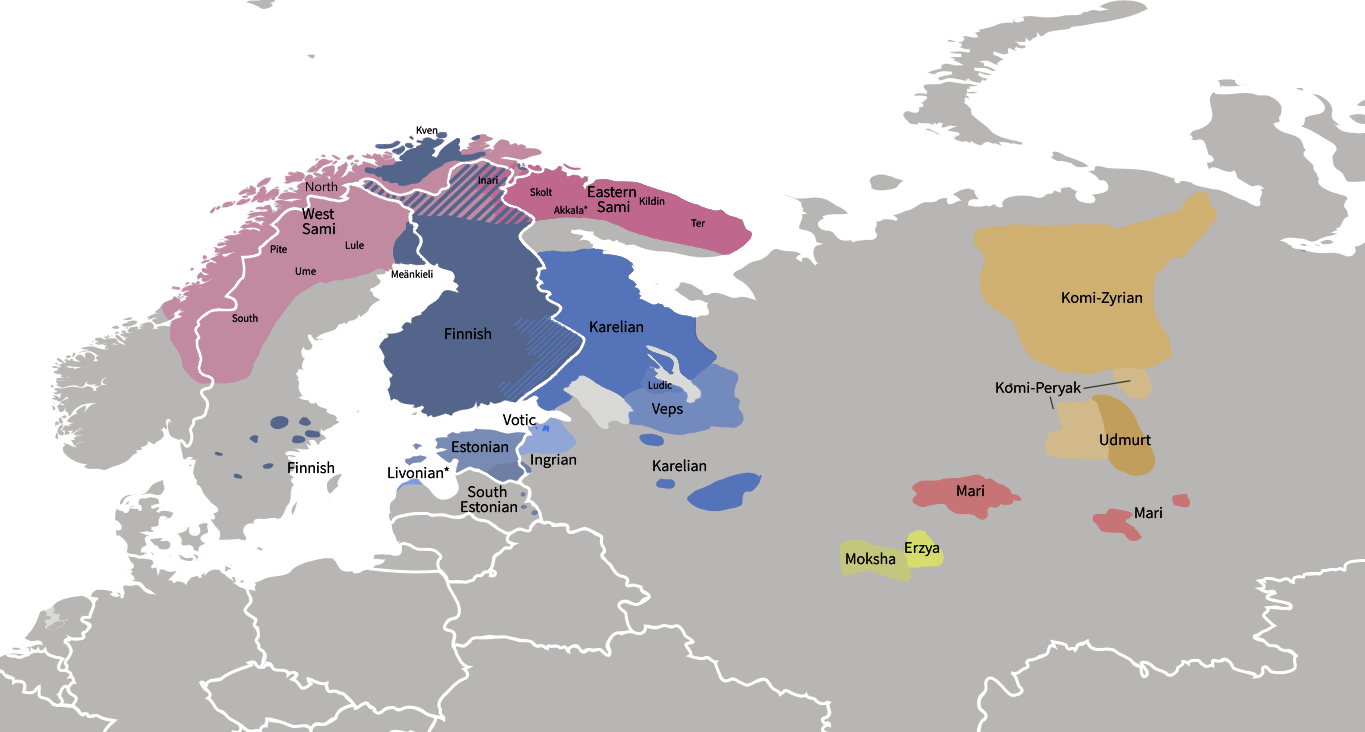
핀페름어군 사용 민족의 분포:
서핀족
분홍색: 사미족
파란색: 발트핀족
동핀족
노란색: 볼가핀족
갈색: 페름핀족

핀족(Finnic peoples)은 핀페름어군 계열 언어를 사용하는 민족들의 계통이다. 볼가강 유역에서 발생해서 동서로 확산되었다. 현재 가장 인구가 많은 핀계 민족은 핀란드의 다수민족인 핀인(600만 명)이고, 그 뒤를 에스토니아인(100만 명), 모르도바인(80만 명), 마리인(57만 명), 우드무르트인(55만 명), 코미족(33만 명), 사미족(10만 명)이 잇고 있다.
"핀"이라는 이름은 사실 핀계 언어가 어원이 아니고, 노르드어로 수렵채집민을 의미하는 말이었다. 노르드인들은 스칸디나비아 북부의 사미족(아직 순록 유목을 하기 전이었던)을 핀(고대 노르드어: finn), 복수형으로 핀나르(고대 노르드어: finnar)라고 불렀다. 노르웨이의 핀마르크도 같은 의미로 사미족이 사는 변경이라는 뜻이다. 핀란드의 국명 자체도 스웨덴어로 여기서 비롯된 것이다. 오늘날 핀란드에서는 핀족이라는 말을 핀인 자신들을 포함해서 가장 가까운 친척 민족들만 포함되는 발트핀족(사미족은 여기 포함되지 않음)을 가리키는 의미로 제한적으로 사용한다. 한편 다른 핀계 민족들이 살고 있는 러시아에서는 여전히 보다 넓은 의미로 핀족이라는 말을 사용한다.
핀족은 다음과 같이 범주가 세분화된다.
- 스칸디나비아 북부 툰드라에 흩어져 사는 사미족
- 핀란드, 에스토니아, 카리알라에 사는 서핀족(발트핀족)
- 중앙러시아의 4개 공화국(코미 공화국, 마리엘 공화국, 모르도바 공화국, 우드무르트 공화국)에[7] 사는 동핀족(볼가핀족과 페름핀족)[8]

예전에는 우그리아족도 핀족의 지류로 보아 우그리아핀족(Ugrian Finns)이라고 불렀다. 하지만 헝가리어가 우그리아어군과 밀접한 것이 밝혀지고, 마자르인은 민족적으로 핀족이 아니기 때문에 오늘날 우그리아족은 핀족에서 제외된다.
언어학적으로는 문제가 조금 더 복잡한데, 특히 볼가핀족이 단일한 범주가 맞는지 논쟁이 존재한다. 때문에 페름핀족은 볼가핀족의 일종으로 분류되기도 하고 구분되기도 한다. 또한 언어학적으로 핀족은 마자르인 등 우그리아족과 함께 핀우그리아족을 이루고, 핀우그리아족은 사모예드족과 함께 우랄족을 이룬다. 하지만 이런 언어학적 관련성은 18세기 말에서 20세기 초에야 발견된 것이기 때문에, 우랄족들 사이에 민족적 동질감은 존재하지 않는다.
핀족은 볼가강 유역에서 발생했고, 그 중 일부가 서북러시아를 거쳐 스칸디나비아로 유입되었다. 가장 먼저 이동한 것이 사미족이고 발트핀족이 그 뒤를 이었는데, 언제 유입된 것인지 그 시기는 학자마다 이견이 있다. 페름핀족의 조상들은 동북쪽으로 이동해서 카마강과 비체그다강 일대에 정착했다. 볼가강 유역에 잔류한 볼가핀족은 6세기경 분화하기 시작해서 16세기경 오늘날의 민족들로 분화가 완료되었다.

## 같이 보기
- 페노스칸디아
- 핀우그리아어파